# میاکو تاناکا
میاکو تاناکا (انگلیسی: Miyako Tanaka؛ زادهٔ ۲۰ فوریهٔ ۱۹۶۷) ورزشکار شنای موزون اهل ژاپن است.
وی در مسابقات کشوری و بین‌المللی در مجموع برندهٔ ۱ مدال برنز شده‌است.